# Rau răm
Rau răm (danh pháp hai phần: Persicaria odorata) là một loài thực vật ăn được thuộc họ Polygonaceae - họ Thân đốt hay họ Rau răm).

## Mô tả
Rau răm là cây thân thảo, lá của chúng được sử dụng rộng rãi trong các món ăn của khu vực Đông Nam Á. Trong một số văn bản thuộc các ngôn ngữ khác, chẳng hạn như tiếng Anh đôi khi người ta gọi nó là Vietnamese mint(?), Vietnamese cilantro, Vietnamese coriander(?) hay Cambodian mint, tiếng Đan Mạch là Vietnamesisk koriander (?) v.v.
Có tên gọi như vậy là do lá và thân non của nó được sử dụng rộng rãi và rất đặc trưng trong nghệ thuật ẩm thực của Việt Nam - mà các du khách ngoại quốc rất thích, chủ yếu nó được ăn sống như một loại rau gia vị trong đĩa rau sống hay được sử dụng ở dạng thái nhỏ cho vào các món ăn như bún thang (một đặc sản của Hà Nội), miến (với thịt vịt hay ngan), cháo nấu bằng trai hay hến hoặc ăn kèm trứng vịt lộn cùng với hạt tiêu xay mịn và một chút muối ăn. Món gỏi gà xé phay cũng dùng rau răm làm tăng hương vị. Người dân ở khu vực Huế còn có món gà bóp, trong đó thịt gà trộn lẫn với rau dăm và hạt tiêu, tỏi, đường, ớt, dấm hay chanh. Rau răm còn là một trong những thành phần chính của bánh tráng trộn (1 món ăn vặt đường phố của Việt Nam).

## Đặc điểm

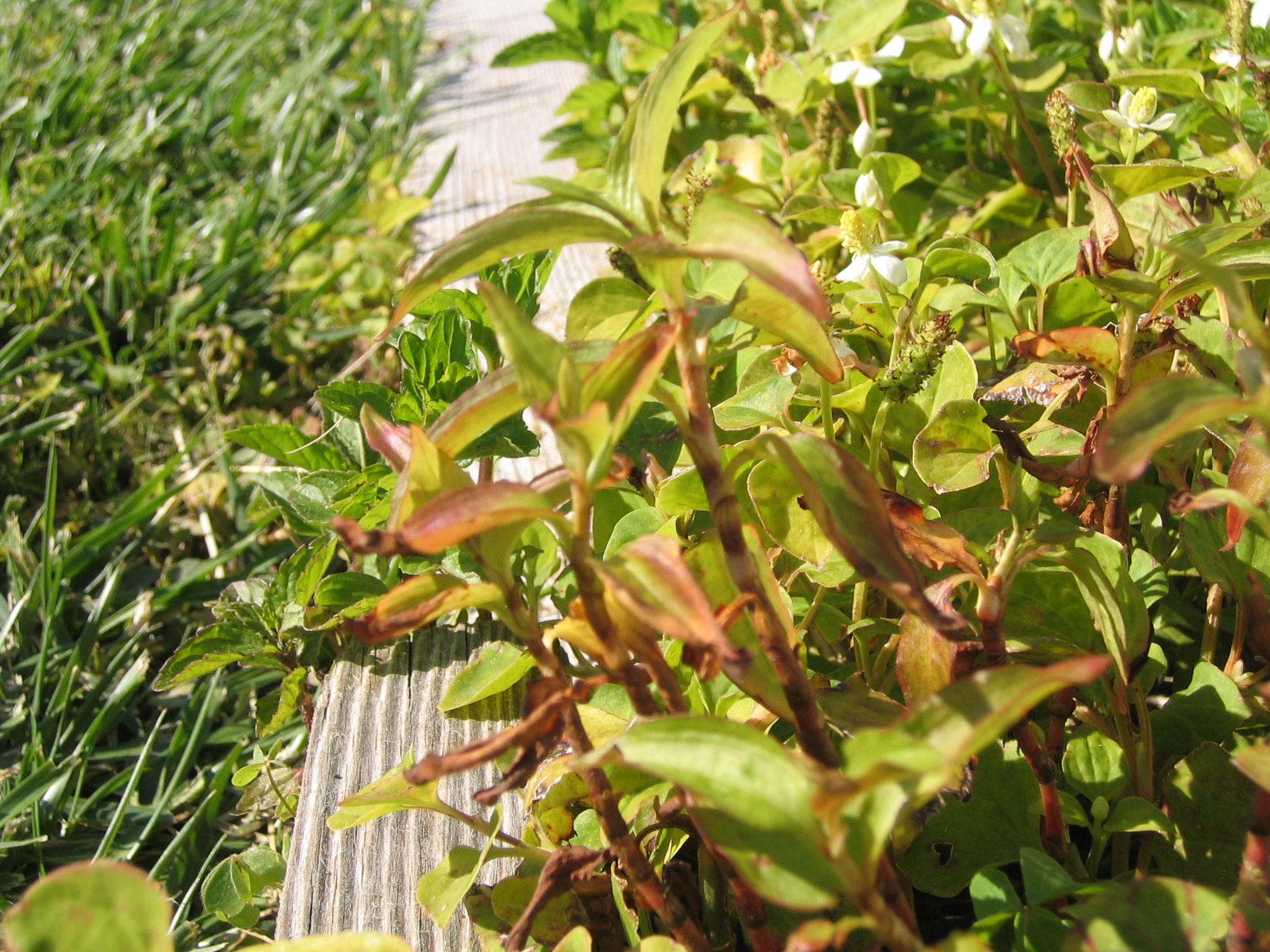
Cây rau răm

Rau răm là một loại cây lưu niên sinh trưởng tốt nhất trong vùng nhiệt đới và cận nhiệt đới trong điều kiện nóng ẩm nhưng không sống được nếu vĩ độ trên 32° hay quá nhiều nước. Trong điều kiện thuận lợi, thân cây có thể cao từ 15 đến 30 cm. Khi quá lạnh hoặc quá nóng, cây rau răm sẽ lụi tàn.
Mặt trên lá răm màu lục sẫm, điểm đốm màu nâu nhạt còn mặt dưới màu hung đỏ. Thân răm có đốt.
Ở Việt Nam răm được trồng làm rau hoặc có khi mọc tự nhiên. Rau răm có thể sinh trưởng tốt trong mùa hè ở vùng khí hâu ôn đới châu Âu. Cây rau răm ưa sáng và chịu được đất thoát nước tốt.

## Thành phần chính
Trong tinh dầu của rau răm người ta tìm thấy các aldehyd chuỗi dài như decanal (28%), dodecanal (44%), ngoài ra là decanol (11%). Các sesquiterpene (α-humulene, β-caryophyllene) chiếm khoảng 15% trong tinh dầu.

## Sử dụng ở khu vực Đông Nam Á
Tại Singapore và Malaysia, lá rau răm thái nhỏ là thành phần thiết yếu của món súp laksa, người ta dùng nhiều đến mức tên gọi theo tiếng Malay daun laksa có nghĩa là "lá laksa". (Tên gọi rau răm theo tiếng Malay là Daun kesum hay Daun lak)
Chưa có nghiên cứu khoa học nào đo được tác động của rau răm lên ham muốn tình dục. Theo truyền thống, ở Việt Nam, các loại thảo dược được cho là kiềm chế ham muốn tình dục. Có một câu nói trong tiếng Việt, "rau răm, giá sống", trong đó đề cập đến niềm tin phổ biến rằng rau răm làm giảm ham muốn tình dục, trong khi giá đậu có tác dụng ngược lại. Nhiều tu sĩ Phật giáo trồng rau răm trong khu vườn riêng của họ và ăn nó thường xuyên, để giúp họ sống trong đời sống độc thân

## Rau răm và văn hóa Việt Nam
Vì là một loại rau phổ biến, rau răm có mặt trong vài câu ca dao Việt Nam như:
Những người con mắt lá răm
Lông mày lá liễu đáng trăm quan tiền.
Gió đưa cây cải về trời
Rau răm ở lại chịu lời đắng cay.